# 50 öre (Suecia)
La moneda de 50 öre, fue una denominación que circuló en Suecia desde 1992 hasta 2010. Fue la denominación de más bajo valor durante una temporada hasta su retirada, cargo que ahora ostenta la moneda de 1 corona. La moneda es considerada por el Riksbank como chatarra de metal y se pueden donar para el reciclaje.

## Características
El reverso es simple como el anverso. El diseño del reverso tiene inscrito el nombre del país y el valor facial y el anverso tiene inscrito el año y lleva, como detalle tres coronas.
- Aleación: 97% de Cobre, 2,5% de Cinc y 0,5% de Estaño.[1]